# Psychotria calycosa
Psychotria calycosa är en måreväxtart som beskrevs av Asa Gray. Psychotria calycosa ingår i släktet Psychotria och familjen måreväxter. Inga underarter finns listade i Catalogue of Life.